# Fietseling
Fietseling is een term die voornamelijk gebruikt wordt in Vlaanderen en verwijst daarbij naar evenementen op de fiets. Binnen deze context is de term ontstaan als neologisme (samenvoeging van fiets en happening) bedacht door Luc Versteylen en zijn actiegroep De Groene Fietsers.. 

## Protestactie
Een fietseling werd beschouwd als een happening waarbij actievoerders op de fiets kwamen om aandacht te vragen voor de positie van de fietser ten opzichte van de sterkere weggebruikers, de auto. De fiets diende voor de actiegroep als een geweldloos wapen tijdens hun betogingen. In 1973 vond de eerste fietseling plaats in Antwerpen. Op 16 oktober kwamen ongeveer vijfduizend fietsers bijeen in Antwerpen om te protesteren tegen de komst van een duwvaartkanaal. De antiduw-invasie was een middel om op een geweldloze manier de publieke opinie te beïnvloeden. De Groene Fietsers zouden uiteindelijk in de jaren hierop volgend nog meerdere fietselingen organiseren rondom diverse actiethema's. 
In diverse Vlaamse steden en regio's worden nog steeds (jaarlijkse) fietselingen georganiseerd, door verschillende organisatoren, met als doel om voor een beter lokaal of nationaal fietsbeleid te zorgen en aandacht te vragen voor een fietsvriendelijker verkeersinfrastructuur.

## Sport en recreatie
In de loop der jaren is het begrip van fietseling ook verruimd naar happenings waarbij sport, recreatie en toerisme centraal staan, zo wordt in de regio Hageland sinds 1988 een recreatieve fietseling georganiseerd.